# Hatikvah
Pour les articles homonymes, voir Hatikva (homonymie).
L’Espérance (en hébreu: הַתִּקְוָה, Hatikvah) est l’hymne national de l’État d’Israël depuis sa création en 1948.

## Histoire
Il a été écrit en Galicie en 1878, par Naftali Herz Imber, sous le nom de  תקותנו Tikvatenou (Notre espoir). La musique a été adaptée en 1888 par Samuel Cohen, d’après une mélodie populaire roumaine de Moldavie. Cette mélodie, qui circulait en Moldavie et dans les pays limitrophes, est connue en Roumanie sur différents textes : Le Chariot à bœufs (Carul cu boi), Chanson de mai (Cântec de mai), Les Plaines se sont réveillées (Luncile s-au deşteptat) ou Maïs aux feuilles haussées (Cucuruz cu frunza-n sus).
Peter Gradenwitz émit l’hypothèse que Samuel Cohen avait trouvé cette mélodie dans un recueil de chansons liturgiques publiées par le chantre Nissan Beltzer de Kichinev, ce qui n’exclut pas la source moldave.
Astrid Baltsan, pianiste et professeur en musicologie a enquêté pendant huit ans sur les origines de l’Hatikva. À l’issue de ses recherches, la Moldavie ne serait pas à l’origine de cette mélodie. L’Hatikva est issue  d’une vieille prière datant du XVe siècle de Juifs séfarades d’Espagne. Il s’agissait d’une prière pour l’eau écrite peu de temps avant l’expulsion des Juifs par Isabelle la Catholique. Elle est devenue une chanson d’amour au XVIe siècle, et au XVIIIe siècle. Mozart, séduit par cette mélodie (en ré mineur), crée une variation en mode de ré majeur dans sa composition Ah vous dirais-je Maman.
Elle ajoute que la Moldavie, à la recherche d’un hymne, sera séduite par cette mélodie sans en connaître l’origine et la reprend pour son hymne.

### Mélodies similaires
On connaît des mélodies assez similaires (surtout dans leur première partie) dans les traditions de plusieurs pays, par exemple :
- en Italie la danse du temps de la Renaissance appelée la Mantovana ;
- à Naples au XVIIe siècle dans la parodie d'un lamento de Luigi Rossi[3] : « Squarciato appena havea » de Francesco Provenzale[4] ;
- la chanson suédoise Ack, Värmeland, du sköna ;
- la chanson flamande et hollandaise (Ik zag Cecilia komen) ;
- la chanson ukrainienne Katérina Koutchéryava (Catherine aux cheveux crépus) ;
- l’hymne espagnol Virgen de la Cueva ;
- une chanson basque;
- une mélodie employée par des Juifs séfarades pour la prière Hallel ;
- une chanson polonaise Pod Krakowem ;
- le cantique évangélique Oh ! prends mon âme.
- La chanson turque de l'époque ottomane Üsküdar'a gideriken écrite lors de la guerre de Crimée sous le règne du sultan  Abdülmecit Ie ;

La mélodie de l'hymne ressemble au quatrième thème de La Moldau de Smetana, partie du poème symphonique intitulé Vltava (Ma patrie) écrit en 1874.
Elle a aussi été reprise par John Williams pour le film Munich, réalisé par Steven Spielberg, sorti en 2005.
Dans un tout autre contexte, la mélodie est également reprise dans la chanson Nach der Ebbe (album Licht, 2008) du groupe de metal allemand Die Apokalyptischen Reiter.

### Congrès sionistes
En 1901 cette chanson, connue alors encore sous le nom Tikvaténu avec la totalité de ses dix strophes, fut chantée par les délégués du 5e congrès sioniste mondial. Depuis le 6e congrès en 1905 il est devenu coutumier de chanter ses deux premières strophes à la fin de chaque congrès sioniste en tant qu’hymne non officiel.
Au 18e congrès sioniste mondial en 1933, il a été adopté comme hymne officiel du sionisme puis il est devenu l’hymne national israélien à la création de l’État en 1948. La loi officielle décrétant les symboles nationaux israéliens n’a été votée par la Knesset qu’en 10 novembre 2004,.

### Chant de résistance

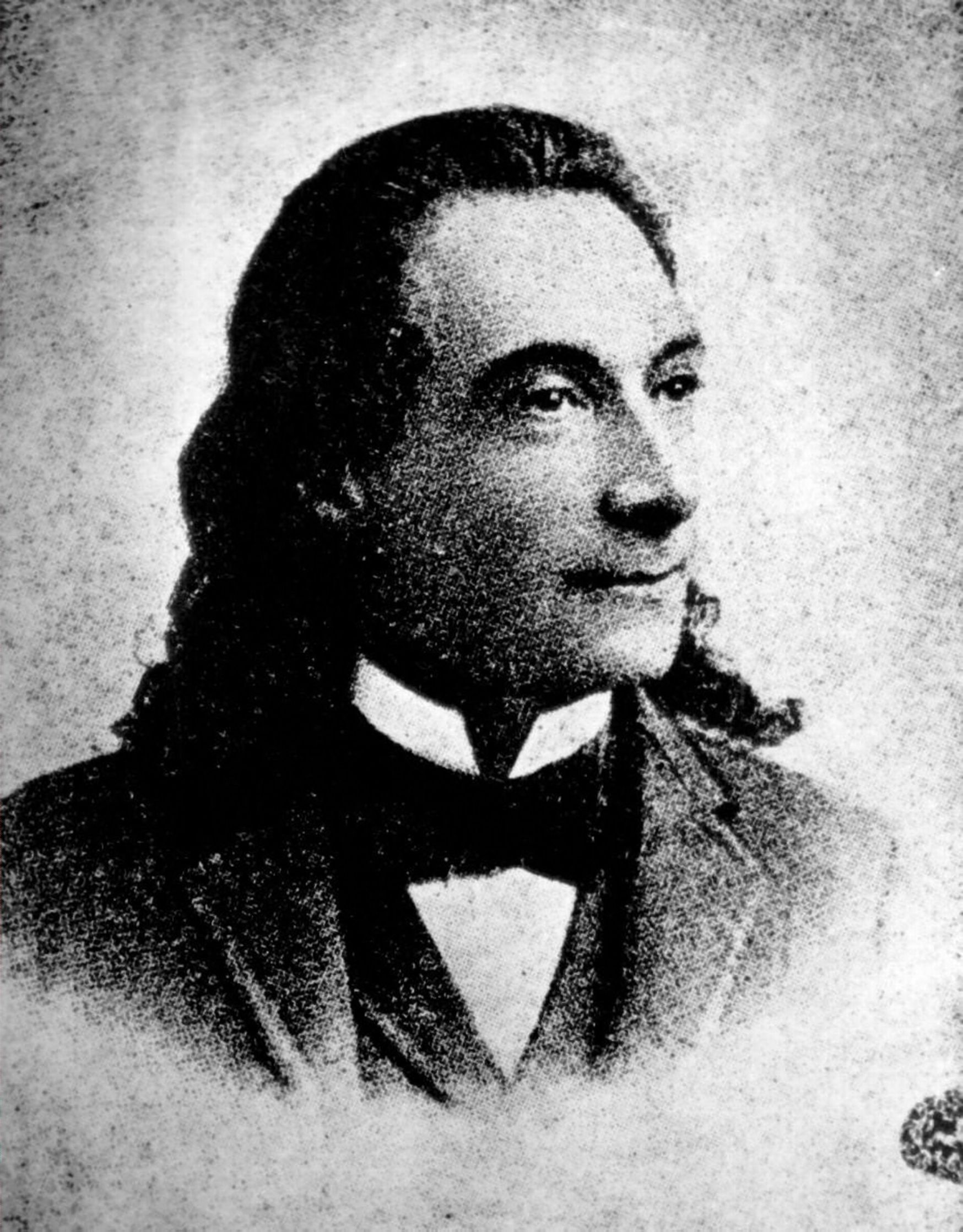
Le compositeur initial, Naphtali Herz Imber, v. 1890

C’est aussi le chant officiel de la résistance du ghetto de Varsovie au début des années 1940[réf. nécessaire]. Par ailleurs, un Sonderkommando dit avoir entendu des déportés juifs tchécoslovaques d'Auschwitz en train de l'entonner en 1944 pendant leur gazage. Ils étaient alors battus par les Waffen-SS.

## Paroles

### Officiel actuel

#### Paroles enhébreu
| Hébreu | Latin | Arabe | Transcription API |
| --- | --- | --- | --- |
| כֹּל עוֹד בַּלֵּבָב פְּנִימָה נֶפֶשׁ יְהוּדִי הוֹמִיָּה, וּלְפַאֲתֵי מִזְרָח קָדִימָה, עַיִן לְצִיּוֹן צוֹפִיָּה; עוֹד לֹא אָבְדָה תִּקְוָתֵנוּ, הַתִּקְוָה בַּת שְׁנוֹת אַלְפַּיִם, לִהְיוֹת עַם חָפְשִׁי בְּאַרְצֵנוּ, 𝄆 𝄇 אֶרֶץ צִיּוֹן וִירוּשָׁלַיִם,. | Kol od balevav penimah, Nefesh yehudi homiyah, Ulfaate mizrach, kadimah, Ayin letziyon tzofiyah. Od lo avdah tikvatenu Hatikva bat shnot alpayim, 𝄆 Lihyot am chofshi beartzenu, Eretz tziyon, virushalayim. 𝄇 | كول عود باليڤاڤ پنيما نيفش ييهودي هوميا أولفأتيه مزراخ كاديما عاين ليتسيون تسوفيا. عود لو أڤداه تكڤاتينو هاتكڤاه بات شنوت ألپايم لهيوت عام خوفشي بأرتسينو 𝄆 𝄇 إيرتس تسيون ڤيروشالايم. | /kol od ba.ˈle.vav pe.ni.ˈma/ /ˈne.feʃ je.ˈhu.di ho.mi.ˈja/ /ul.fa.ˈʔa.te ˈmiz.ʁaχ ka.di.ˈma/ /ˈa.jin le.ˈt͡si.jon t͡so.fi.ˈja/ /od lo av.ˈda tik.va.ˈte.nu/ /ha.ˈtik.va bat ʃnot al.ˈpa.jim/ 𝄆 /ˈlih.jot am ˈχof.ʃi be.ʔaʁ.ˈt͡se.nu/ /ˈe.ʁet͡s ˈt͡si.jon vi.ʁu.ʃa.ˈla.jim/ 𝄇 |

#### Traduction
Aussi longtemps qu'au fond de nos cœurs Vibrera l'âme juive, Et que, vers le lointain Orient  Notre regard sur Sion est fixé, Il ne mourra pas notre espoir, Notre antique espérance, De vivre libre et en paix  dans notre pays, le pays de Sion. Tant que sera présente à nos yeux  Ton antique muraille, Que nous aurons des pleurs  A verser sur les ruines du Temple, Il ne mourra pas notre espoir, Notre antique espérance, De vivre libre et en paix  dans notre pays, le pays de Sion. Aussi longtemps que des larmes pures  Couleront des yeux de la Fille du Peuple, Et que, pour pleurer sur Sion désolée, Elle se lèvera encore au milieu de la nuit, Il ne mourra pas notre espoir, Notre antique espérance, De vivre libre et en paix  dans notre pays, le pays de Sion. Il ne mourra pas notre espoir, Notre antique espérance, De vivre libre et en paix  dans notre pays, le pays de Sion. Tant que résonnera l'amour  Dans le sein d'Israël, et la pitié qui vit  Au cœur de l'Éternel, Il ne mourra pas notre espoir, Notre antique espérance, De vivre libre et en paix  dans notre pays, le pays de Sion. Écoutez, frères des pays de l'exil, La voix d'un de nos prophètes :  seulement du dernier Juif  Mourra le dernier espoir. Il ne mourra pas notre espoir, Notre antique espérance, De vivre libre et en paix  dans notre pays, le pays de Sion

#### Dans d'autres langues juives
Yiddish
| Hébreu | Latin | Cyrillique |
| --- | --- | --- |
| ביז ווילאַנג אין האַרצן אינעװײניק, די ייִדישע נשמה ברומט, און צו די עקן פֿון מיזרח, פֿאָראױס, אַן אױג נאָך ציון בליקט, אונדזער האָפֿענונג איז נאָך נישט פֿאַרלױרן, די האָפֿענונג פון צװײ טױזנט יאָר צו זײַן אַ פֿרײַ פֿאָלק אין אונדזער לאַנד, 𝄆 𝄇 אין לאַנד פֿון ציון און ירושלים. | Biz vilang in hartsn ineveynik, Di yidishe neshome brumt, Un tsu di ekn fun mizrekh, foroys, An oyg nokh tsiun blikt. Undzer hofenung iz nokh nisht farloyrn, Di hofenung fun tsvey toyznt yor 𝄆 Tsu zayn a fray folk in undzer land, In land fun tsiun un yerusholayem. 𝄇 | Биз виланг ин харцн иневейник, Ди эйдише нешоме брумт, Аун цу ди экн фун мизрах, фораойс, Ан аойг нох циун бликт. Аундзер хофенунг из нох ништ фарлойрн, Ди хофенунг фун цвей тойзнт йор 𝄆 Цу зайн а фрай фолк ин аундзер ланд, Ин ланд фун циун аун ерушолаем. 𝄇 |

Judéo-espagnol
| Hébreu | Latin | Cyrillique |
| --- | --- | --- |
| מיינטראס קי אין לו פרופﬞונדו דיל קוראסון פאלפיטי און אלמה גﬞודייה, אי מיראנדו אסיה איל אוריינטי און אוז̆ו אבﬞיסטי א זיאון, לה מואיסטרה איספיראנסה נו סי בﬞה פירדיר, לה אנטיקה איספיראנסה די בﬞילטאר א לה טייררה די לוס מואיסטרוס פאדריס, 𝄆 𝄇 לה סיבﬞדאד דונדי דאבﬞיד איבﬞה אקאמפאר. | Mientras ke en lo profundo del korason palpite un alma djudia, i mirando asya el Oryente un ojo aviste a Zion, La muestra esperansa no se va perder, La antika esperansa 𝄆 De voltar a la tyerra de los muestros padres, La sivdad donde David iva akampar. 𝄇 | Мьентрас ке эн ло профундо дел корасон палпите ун алма джудия, и мирандо асия эл Орьенте ун ожо ависте а Зион, Ла муэстра эсперанса но се ва пердер, Ла антика эсперанса 𝄆 Де волтар а ла тьерра де лос муэстрос падрес, Ла сивдад донде Давид ива акампар. 𝄇 |

### Texte original

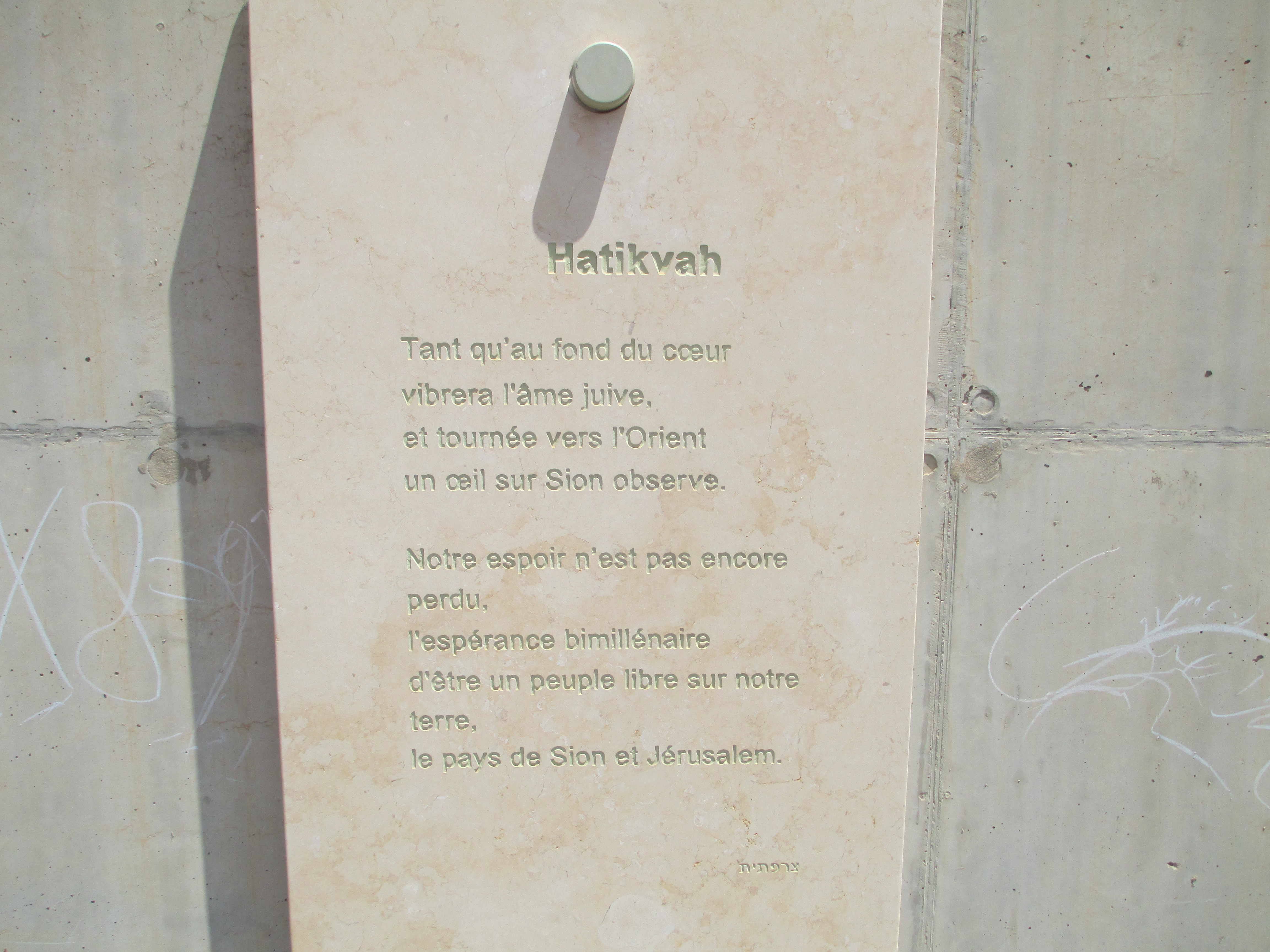
Hatikvah en français, Jardin de l'Espoir (טיילת התקווה בגני תקווה), Israël

Le poème ci-après, intitulé Hatikva (l’espoir), écrit en 1878, a été adopté comme hymne du mouvement sioniste et est devenu, à la proclamation de l’État d’Israël, l’hymne national israélien.
| Hébreu                           |
| -------------------------------- |
| כל עוד בלבב פנימה                |
| נפש יהודי הומיה                  |
| ולפאתי מזרח קדימה                |
| עין לציון צופיה                  |
|                                  |
| פזמון:                           |
| עוד לא אבדה תקותנו               |
| התקוה הנושנה                     |
| לשוב לארץ אבותינו                |
| לעיר בה דוד חנה.                 |
|                                  |
| כל עוד דמעות מעינינו             |
| יזלו כגשם נדבות,                 |
| ורבבות מבני עמנו                 |
| עוד הולכים על קברי אבות          |
|                                  |
| פזמון                            |
|                                  |
| כל עוד חומת מחמדינו;             |
| לעינינו מופעת,                   |
| ועל חרבן מקדשנו                  |
| עין אחת עוד דומעת                |
|                                  |
| פזמון                            |
|                                  |
| כל עוד מי הירדן בגאון            |
| מלא גדותיו יזלו                  |
| ולים כנרת בשאון                  |
| בקול המולה יפֹלו;                 |
|                                  |
| פזמון                            |
|                                  |
| כל עוד שם עלי דרכים              |
| שער יכת שאיה                     |
| ובין חרבות ירושלים               |
| עוד בת ציון בוכיה                |
|                                  |
| פזמון                            |
|                                  |
| כל עוד דמעות טהורות              |
| מעין בת עמי נוזלות,              |
| ולבכות לציון בראש אשמורות        |
| עוד תקום בחצי הלילות;            |
|                                  |
| פזמון                            |
|                                  |
| כל עוד נטפי דם בעורקינו          |
| רצוא ושוב יזלו                   |
| ועלי קברות אבותינו               |
| עוד אגלי טל יפלו                 |
|                                  |
| פזמון                            |
|                                  |
| כל עוד רגש אהבת הלאום            |
| בלב היהודי פועם,                 |
| עוד נוכל קוות גם היום            |
| כי עוד ירחמנו אל זועם;           |
|                                  |
| פזמון                            |
|                                  |
| שמעו אחי בארצות נודִי             |
| את קול אחד חוזינו,               |
| כי רק עם אחרון היהודִי            |
| גם אחרית תקותנו                  |
|                                  |
| פזמון                            |
| לֵךְ עַמִּי, לְשָׁלוֹם שׁוּב לְאַרְצֶךָ          |
| הַצֱּרִי בְגִלְעָד, בִּירוּשָׁלַיִם רוֹפְאֶךָ,      |
| רוֹפְאֶךָ יְיָ, חָכְמַת לְבָבוֹ,             |
| לֵךְ עַמִּי לְשָׁלוֹם, וּרְפוּאָה קְרוֹבָה לָבוֹא… |

## Controverse
En 2007, un ministre arabe israélien, Ghaleb Majadleh, a refusé de chanter Hatikvah. Dans la polémique qui a suivi, le journal Haaretz a publié une mise en cause des paroles de l'hymne, qui devrait, selon Bradley Burston (en), pouvoir être chanté par tous les citoyens israéliens : « Israël a besoin d'un nouvel hymne, un hymne que les Arabes puissent chanter ».
L'hymne national est régulièrement remis en question parce qu'il ne représente pas les Arabes israéliens. Le président Reuven Rivlin a déclaré en 2016 que l'hymne devrait être modifié pour être plus inclusif.